# Todor Aleksiew
Todor Nikolaew Aleksiew (bulgarisch Тодор Николаев Алексиев, englische Transkription: Todor Aleksiev; * 21. April 1983 in Plowdiw) ist ein bulgarischer Volleyballspieler.

## Karriere
Aleksiew spielte bis 2004 bei seinem Heimatverein Lokomotiv Plowdiw und wechselte dann zu Lewski Sofia. In Sofia gewann er 2005 und 2006 zweimal das Double aus nationalem Pokal und Meisterschaft. Bei der Weltmeisterschaft 2006 erreichte der Universalspieler mit der bulgarischen Nationalmannschaft den dritten Platz. Anschließend wechselte er nach Russland zu Ural Ufa. 2007 ging Aleksiew zum italienischen Verein Famigliulo Corigliano, aber dort endete sein Engagement bereits Anfang November. Stattdessen spielte er in der Türkei bei Halkbank Ankara. Mit Bulgarien belegte er den dritten Rang beim World Cup 2007. Im folgenden Jahr nahm er an den Olympischen Spielen in Peking teil, bei denen die Bulgaren ins Viertelfinale und somit auf den fünften Platz kamen. Nach dem Turnier wurde der Universalspieler von Lokomotive-Isumrud Jekaterinburg verpflichtet. 2009 beendete die Nationalmannschaft die Europameisterschaft als Dritter. Aleksiew war in der Saison 2010/11 bei Istanbul Büyükşehir Belediyespor aktiv. Anschließend wechselte er zum dritten Mal in die russische Liga zu seinem heutigen Verein ZSK Gazprom-Ugra Surgut. 2012 belegte er mit Bulgarien in London bei seinem zweiten olympischen Turnier Platz vier.